# 硝酸セシウム
硝酸セシウム（英: Caesium nitrate）は、化学式がCsNO3の無機化合物である。電子材料や反応促進剤、特殊ガラス、そしてメタクリル酸モノマー用触媒などに使われている。

## 反応
熱すると亜硝酸セシウムと酸素に分解する。
{\displaystyle {\ce {2CsNO3 -> 2CsNO2\ + O2}}}